# She Knows Me
She Knows Me is een nummer van de Canadese rockzanger Bryan Adams uit 2014. Het is de eerste en enige single van twaalfde studioalbum Tracks of My Years.
"She Knows Me" is het enige nummer op "Tracks of My Years" dat door Adams zelf geschreven is; de andere nummers op dit album zijn namelijk covers. Het nummer flopte in de meeste hitlijsten. Zo haalde het geen hitlijsten in Adams' thuisland Canada, en ook niet in Nederland. Wel bereikte het in Vlaanderen de 23e positie in de Tipparade.